# وزير سلامة المجتمع (اسكتلندا)
وزير سلامة المجتمع هو منصب وزاري جديد في الحكومة الاسكتلندية. تم إنشاء المنصب في مايو 1999 خلال البرلمان الاسكتلندي الأول وكان المسمى الوظيفي للمنصب هو نائب وزير العدل، وأُعِيد تَسمية نواب الوزراء كوزراء بعد انتخاب الحزب الوطني الاسكتلندي في عام 2007.

## التاريخ
كانت مسؤولية سلامة المجتمع تقع على عاتق وزير العدل ونائب وزير العدل من عام 1999 إلى عام 2007، أنشأت الحكومة المنتخبة في أعقاب انتخابات البرلمان الاسكتلندي لعام 2007، منصبًا صغيرًا لوزير سلامة المجتمع الذي يساعد سكرتير مجلس الوزراء في وزارة العدل الاسكتلندية، بعد انتخابات البرلمان الاسكتلندي عام 2011، أعيدت تسمية المنصب وزيرًا لسلامة المجتمع والشؤون القانونية وأعطي مسؤوليات إضافية لمعالجة الطائفية. وفي يونيو 2018 تم الرجوع الى تسميته بمنصب وزير سلامة المجتمع.

## المهام
تتعد المهام للوزراة ومنها المسؤوليات حول متابعة الأمور الآتية:
- خدمة الاطفاء والانقاذ الاسكتلندية
- سلامة المجتمع
- القانون المدني والمحاكم
- سلوك معاد للمجتمع
- مهنة المحاماة
- التنظيم القانوني
- الوصول إلى العدالة
- صندوق المساعدة القانونية
- مشاريع قوانين لجنة القانون الاسكتلندية
- النهج الاستراتيجي للمرأة في نظام العدالة
- العنف ضد المرأة والدعارة والمضايقات المعادية للمرأة
- مراقبة الكلاب بما في ذلك مراجعة قانون الكلاب الخطرة
- ترخيص الكحول
- العاب ناريه
- الاتجار بالبشر[2]